# Fernanda Viégas
Fernanda Bertini Viégas (1971, São Paulo) es una científica brasileña, que en el año de 2010 fue incluida en la lista de mujeres más influentes del mundo de la tecnología, en la publicación Fast Company. Su formación pasó por los cursos de lingüística e ingeniería química, cursados en el Brasil. Con todo, no llegó a formarse en ambos casos, hecho que la llevó a los Estados Unidos, donde acabó por graduarse en diseño gráfico e historia del arte por la Universidad de Kansas, en la ciudad de Lawrence, siendo posteriormente yéndose al Media Lab del MIT, a finales del año de 1997. Trabajó para la IBM, pero terminó sus actividades contractuales para crear su propia empresa, la Flowing Media
, una compañía de consultoría para visualización de datos, abierta en sociedad con Martin M. Wattenberg, empresa especializada en transformar números en imágenes, tornando esas informaciones más accesibles. Cuatro meses más tarde, ambos se unieron a Google, como los colíderes de la "Big Picture", el grupo de visualización de datos de Google, en Cambridge, MA.

## Biografía
Fernanda es originaria de la ciudad de São Paulo, mas creció en Río de Janeiro y, por ese motivo, se considera más carioca que paulistana, dijo cierta vez en una entrevista. Formada en diseño gráfico y en historia del arte por la Universidad de Kansas en Lawrence, Fernanda reside actualmente en Cambridge, Massachusetts.

## Algunas publicaciones
- fernanda b. Viégas, judith Donath. Chat Circles. ACM Conference on Computer-Human Interaction (CHI), 1999

- « Visualizing conversation». J. of Computer Mediated Communication 4 (4), 1999

- judith Donath, karrie Karahalios, fernanda b. Viégas. Persistent Conversations. J. of Computer Mediated Communication 4 ( 4) junio de 1999

- fernanda b. Viégas, martin Wattenberg, kushal Dave. Studying Cooperation and Conflict between Authors with history flow Visualizations Archivado el 13 de abril de 2005 en Wayback Machine.. ACM Conference on Computer-Human Interaction (CHI), 2004

- ----------------------------, ----------------------------, frank van Ham, jesse Kriss, matt McKeon. Many Eyes: A Site for Visualization at Internet Scale. IEEE Symposium on Information Visualization, 2007